# Jeu Provençal

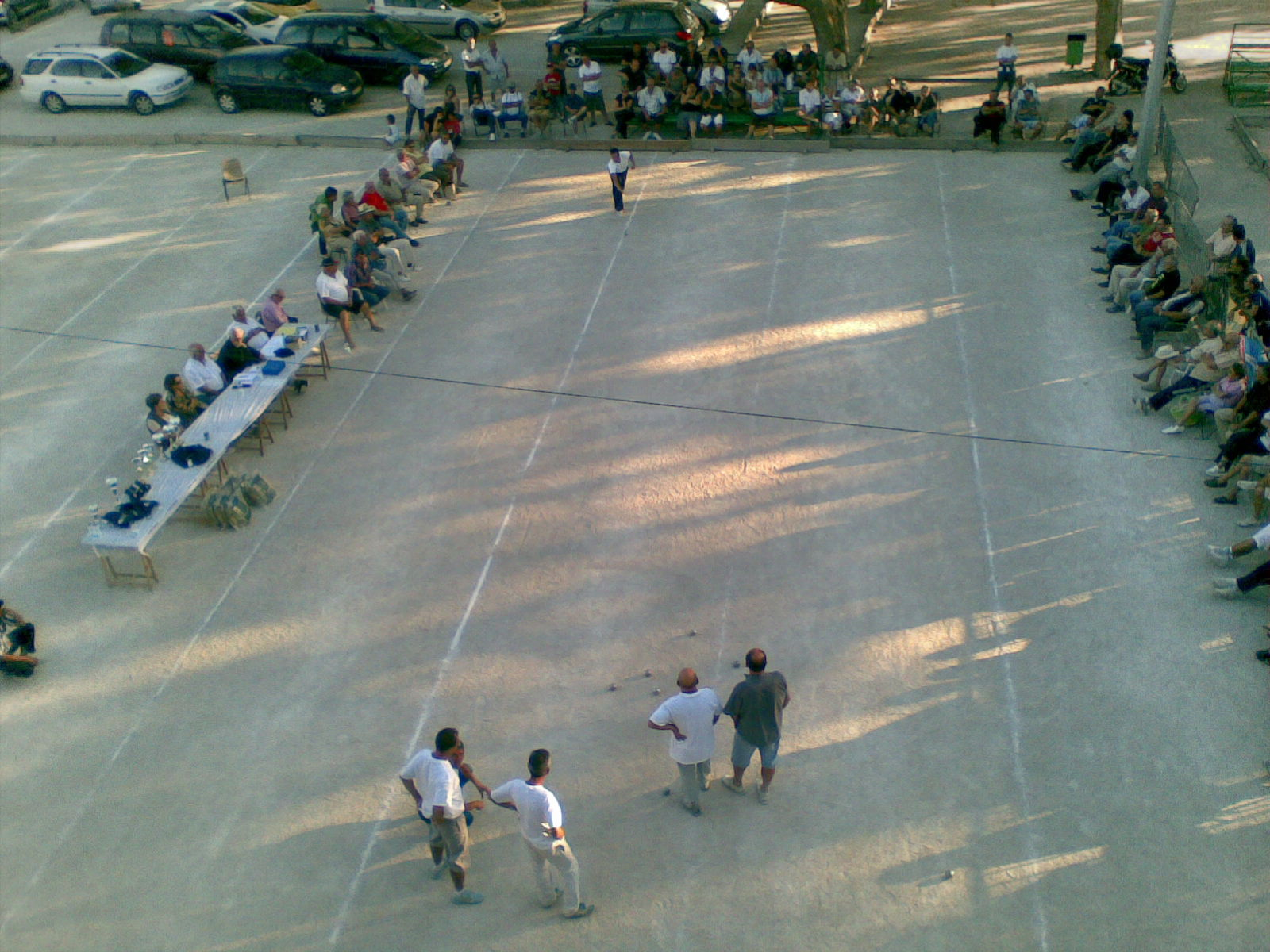
Jeu Provençal in der Allées de l'Oulle in Avignon

Der Präzisionssport Jeu Provençal (provenzalisch „Jo de boulo“), in Frankreich auch „les 3 pas“ (die 3 Schritte) oder „la longue“ (die Lange) genannt, ist ein Boule-Spiel, das in der französischen Provinz Provence entstanden ist.

## Allgemeines
Jeu Provençal wird wie Boule Lyonnaise, aus dem es entstanden ist, mit Anlauf gespielt. Gerade dieses Anlaufnehmen macht das Spiel körperbetonter als seine spätere Abwandlung Pétanque.
Es wird vor allem in folgenden Regionen und Départements Frankreichs gespielt: Bouches-du-Rhône, Gard, Vaucluse, Alpes-de-Haute-Provence, Hautes-Alpes, Alpes-Maritimes, Var, Hérault, Aude, Midi-Pyrénées, Centre-Val de Loire, Région parisienne, Nord und Franche-Comté.
Weltweit ist Jeu Provençal in der Fédération Internationale de Pétanque et Jeu Provençal in der Confédération Mondiale des Sports de Boules (CMSB) organisiert.

## Regeln

### Spielfeld
Die Spielregeln sind einfacher als beim Boule Lyonnaise. Das Spielfeld ist mit 3,5 m × 24 m (im carré d’honneur und CDF-Wettkampf: 4,0 m × 24 m) etwa doppelt so groß wie das Feld beim Pétanque, das aus dem Jeu Provençal entstanden ist (siehe auch Boulodrome). In der Provence spricht man auch von der „Formel 1“ des Boule-Spiels.

### Mannschaften
Jeu Provençal wird vorwiegend als Triplette (3 Spieler) gespielt, außerdem gibt es die Formationen Doublette (2 Spieler) und Tête à tête (1 Spieler). Im Triplette hat jeder Spieler 2 Kugeln, bei den beiden anderen Formationen 3 Kugeln.

### Ziel
Ziel ist wie bei allen Kugelspielen, die eigenen Kugeln näher an der Zielkugel zu platzieren, als die des Gegners. In jeder Aufnahme zählen die bestplatzierten Kugeln als Punkte. Größe und Gewicht der Kugeln und der Zielkugel sind vorgeschrieben, siehe Tabelle Wettkampfkugeln. Es wird bis 13 Punkte gespielt.

### Das Spiel
Der Spieler muss vor seinem Wurf ansagen, ob er Schießen oder Legen wird. Beim Legen macht er einen Schritt aus dem Abwurfkreis und wirft dann in einem Schwung seine Kugel, sobald er nur noch auf einem Bein steht. Diese Position muss behalten werden, bis die Kugel zum Stillstand kommt. Die Kugel muss sich dann aber innerhalb eines Radius um die Zielkugel befinden.
Beim Schießen gilt das Gleiche, es müssen jedoch drei Schritte gemacht werden, und es ist zwingend notwendig eine andere Kugel zu treffen.
Bei ungültigem Wurf wird die Situation, wie sie zuvor bestand, rekonstruiert; dies gleicht also den Regeln des Billards.